# Spiel des Jahres
Spiel des Jahres (tyska för Årets spel) är Tysklands, och förmodligen världens, förnämsta utmärkelse för brädspel.
Utmärkelsen skapades 1978 för att belöna ypperlighet inom spelkonstruktion och för att marknadsföra högkvalitativa spel på den tyska marknaden. Tanken är att utmärkelsen ska vara en stor pådrivande faktor för fortsatt produktion av högkvalitativa spel från Tyskland. De senaste åren anser vissa dock att utmärkelsen har blivit tilldelad p.g.a. diplomatiska skäl och skiftats mellan de tre eller fyra största speltillverkarna i Tyskland.
Spiel des Jahres e.V., som föreningen som delar ut utmärkelsen kallas, har även utmärkelsen Kinderspiel des Jahres (tyska för Årets barnspel) som går till spel ämnade åt barn upp till åtta år gamla. Utmärkelsen instiftades 2001 och ersatte då Sonderpreis Kinderspiel (tyska för Specialutmärkelse barnspel).
Sedan 2011 delar Spiel des Jahres e.V. även ut utmärkelsen Kennerspiel des Jahres (tyska för Årets kännarspel) som går till komplexare spel för mer erfarna spelare.

## Utmärkelsens kriterium
Mottagaren av utmärkelsen utses av en jury som granskar spel utgivna på den tyska marknaden under de föregående 12 månaderna. Utmärkelsen går oftast till ett sällskapsspel. Spel av typen konfliktspel är inte med i granskningen.
Kriterium är:
- Spelidé (originalitet, spelbarhet, spelvärde)
- Regelstruktur (sammansättning, tydlighet, begriplighet)
- Layout (låda, spelplan, regler)
- Design (funktionalitet, kvalitet)

## Föregående vinnare

### Spiel des Jahres (Årets spel)
| År   | Vinnare                                   | Konstruktör                                                                                         | Utgivare                                      |
| ---- | ----------------------------------------- | --------------------------------------------------------------------------------------------------- | --------------------------------------------- |
| 2020 | Pictures                                  | Christian Stöhr och Daniela Stöhr                                                                   | PD-Verlag                                     |
| 2019 | Just one                                  | Ludovic Roudy och Bruno Sautter                                                                     | Repos Production                              |
| 2018 | Azul                                      | Michael Kiesling                                                                                    | Next Move/Plan B Games                        |
| 2017 | Kingdomino                                | Bruno Cathala                                                                                       | Pegasus Spiele                                |
| 2016 | Codenames                                 | Vlaada Chvátil                                                                                      | Czech Games Edition/Heidelberger Spieleverlag |
| 2015 | Colt Express                              | Christophe Raimbault                                                                                | Ludonaute                                     |
| 2014 | Camel Up                                  | Steffen Bogen                                                                                       | Eggertspiele                                  |
| 2013 | Hanabi                                    | Antoine Bauza                                                                                       | Asmodee                                       |
| 2012 | Kingdom Builder                           | Donald X. Vaccarino                                                                                 | Queen Games                                   |
| 2011 | Qwirkle                                   | Susan McKinley Ross                                                                                 | Mindware Spiele                               |
| 2010 | Dixit                                     | Jean-Louis Roubira                                                                                  | Libellud                                      |
| 2009 | Dominion                                  | Donald X. Vaccarino                                                                                 | Rio Grande Games                              |
| 2008 | Keltis                                    | Reiner Knizia                                                                                       | Kosmos                                        |
| 2007 | Zooloretto                                | Michael Schacht                                                                                     | Abacus Spiele                                 |
| 2006 | Thurn und Taxis                           | Andreas Seyfarth och Karen Seyfarth                                                                 | Hans im Glück                                 |
| 2005 | Niagara                                   | Thomas Liesching                                                                                    | Zoch Verlag                                   |
| 2004 | Ticket to Ride                            | Alan R. Moon                                                                                        | Days of Wonder                                |
| 2003 | Alhambra                                  | Dirk Henn                                                                                           | Queen Games                                   |
| 2002 | Villa Paletti                             | Bill Payne                                                                                          | Zoch Verlag                                   |
| 2001 | Carcassonne                               | Klaus-Jürgen Wrede                                                                                  | Hans im Glück                                 |
| 2000 | Torres                                    | Wolfgang Kramer och Michael Kiesling                                                                | Ravensburger                                  |
| 1999 | Tikal                                     | Wolfgang Kramer och Michael Kiesling                                                                | Ravensburger                                  |
| 1998 | Elfenland                                 | Alan R. Moon                                                                                        | Amigo Spiele                                  |
| 1997 | Mississippi Queen                         | Werner Hodel                                                                                        | Goldsieber                                    |
| 1996 | El Grande                                 | Wolfgang Kramer och Richard Ulrich                                                                  | Hans im Glück                                 |
| 1995 | The Settlers of Catan                     | Klaus Teuber                                                                                        | Kosmos                                        |
| 1994 | Manhattan                                 | Andreas Seyfarth                                                                                    | Hans im Glück                                 |
| 1993 | Call My Bluff                             | Richard Borg                                                                                        | F.X. Schmid                                   |
| 1992 | Um Reifenbreite                           | Rob Bontenbal                                                                                       | Jumbo                                         |
| 1991 | Drunter und Drüber                        | Klaus Teuber                                                                                        | Hans im Glück                                 |
| 1990 | Hoity Toity                               | Klaus Teuber                                                                                        | F.X. Schmid                                   |
| 1989 | Café International                        | Rudi Hoffmann                                                                                       | Mattel                                        |
| 1988 | Barbarossa                                | Klaus Teuber                                                                                        | Altenburger und Stralsunder                   |
| 1987 | Auf Achse                                 | Wolfgang Kramer                                                                                     | F.X. Schmid                                   |
| 1986 | Heimlich & Co.                            | Wolfgang Kramer                                                                                     | Ravensburger                                  |
| 1985 | Sherlock Holmes Consulting Detective      | Raymond Edwards, Suzanne Goldberg och Gary Grady                                                    | Kosmos                                        |
| 1984 | Railway Rivals                            | David Watts                                                                                         | Schmidt Spiele                                |
| 1983 | Scotland Yard                             | Werner Schlegel, Dorothy Garrels, Fritz Ifland, Manfred Burggraf, Werner Scheerer och Wolf Hoermann | Ravensburger                                  |
| 1982 | Enchanted Forest                          | Alex Randolph och Michel Matschoss                                                                  | Ravensburger                                  |
| 1981 | Focus                                     | Sid Sackson                                                                                         | Parker Brothers                               |
| 1980 | Rummikub                                  | Ephraim Hertzano                                                                                    | Intelli                                       |
| 1979 | Haren och sköldpaddan (Hare and Tortoise) | David Parlett                                                                                       | Ravensburger                                  |

### Kinderspiel des Jahres (Årets barnspel)
| År   | Vinnare                                  | Konstruktör                      | Utgivare                            |
| ---- | ---------------------------------------- | -------------------------------- | ----------------------------------- |
| 2019 | Tal der Wikinger (Valleu of the Vikings) | Wilfried och Marie Fort          | HABA                                |
| 2018 | Funkelschatz (Dragon's Breath)           | Lena och Günter Burkhardt        | HABA                                |
| 2017 | Ice Cool                                 | Brian Gomez                      | Amigo                               |
| 2016 | Stone Age Junior                         | Marco Teubner                    | Hans im Glück Verlag/Schmidt Spiele |
| 2015 | Spinderella                              | Roberto Fraga                    | Zoch                                |
| 2014 | Geister, Geister, Schatzsuchmeister!     | Brian Yu                         | Mattel Games                        |
| 2013 | Der verzauberte Turm                     | Inka och Markus Brand            | Schmidt Spiele                      |
| 2012 | Schnappt Hubi!                           | Steffen Bogen                    | Ravensburger                        |
| 2011 | Da ist der Wurm drin                     | Carmen Kleinert                  | Zoch                                |
| 2010 | Diego Drachenzahn                        | Manfred Ludwig                   | HABA                                |
| 2009 | Das magische Labyrinth                   | Dirk Baumann                     | Drei Magier Spiele                  |
| 2008 | Wer war's?                               | Reiner Knizia                    | Ravensburger                        |
| 2007 | Beppo der Bock                           | Peter Schackert                  | Huch & Friends                      |
| 2006 | Der Schwarze Pirat                       | Guido Hoffmann                   | Habermaaß                           |
| 2005 | Das Kleine Gespenst                      | Kai Haferkamp                    | Kosmos                              |
| 2004 | Spöktrappan (Geistertreppe)              | Michelle Schanen                 | Drei Magier Spiele                  |
| 2003 | Viva Topo!                               | Manfred Ludwig                   | Selecta                             |
| 2002 | Maskenball der Käfer                     | Peter-Paul Joopen                | Selecta                             |
| 2001 | Klondike (nyutgåvan 2001)                | Christian Wolf & Stefanie Rohner | Habermaaß                           |
| 2000 | Arbos                                    | Armin Müller & Martin Arnold     | M+A Spiel                           |
| 1999 | Kayanak                                  | Peter-Paul Joopen                | Habermaaß                           |
| 1998 | Chicken Cha Cha Cha                      | Klaus Zoch                       | Zoch Verlag                         |
| 1997 | Leinen Los!                              | Alex Randolph                    | Habermaaß                           |
| 1996 | Vier zu Mir!                             | Heike Baum                       | Altenburger und Stralsunder         |
| 1995 | Karambolage                              | Heinz Meister                    | Habermaaß                           |
| 1994 | Loopin' Louie                            | Carol Wiseley                    | Milton Bradley                      |
| 1993 | Ringel Rangel                            | Geni Wyss                        | Habermaaß                           |
| 1992 | Schweinsgalopp                           | Heinz Meister                    | Ravensburger                        |
| 1991 | Irrfahrt im Piratenmeer                  | Wolfgang Kramer                  | Herder                              |
| 1990 | Das Geisterschloss                       | Virginia Charves                 | F.X. Schmid                         |
| 1989 | Gute Freunde                             | Alex Randolph                    | Selecta                             |

### Kennerspiel des Jahres (Årets kännarspel)
| År   | Vinnare                                                     | Konstruktör                        | Utgivare                      |
| ---- | ----------------------------------------------------------- | ---------------------------------- | ----------------------------- |
| 2019 | Flügelschlag (Wingspan)                                     | Elizabeth Hargrave                 | Feuerland Spiele              |
| 2018 | Die Quacksalber von Quedlinburg (The Quacks of Quedlinburg) | Wolfgang Warsch                    | Schmidt Spiele                |
| 2017 | Exit - Das Spiel                                            | Inka Brand och Markus Brand        | Kosmos                        |
| 2016 | Isle of Skye                                                | Alexander Pfister, Andreas Pelikan | Lookout Games/ASS Altenburger |
| 2015 | Broom Service                                               | Alexander Pfister, Andreas Pelikan | Alea/Ravensburger             |
| 2014 | Istanbul                                                    | Rüdiger Dorn                       | Pegasus Spiele                |
| 2013 | Die Legenden von Andor                                      | Michael Menzel                     | Kosmos                        |
| 2012 | Village                                                     | Inka Brand, Markus Brand           | Eggertspiele/Pegasus Spiele   |
| 2011 | 7 Wonders                                                   | Antoine Bauza                      | Repos Production              |

### Speciella utmärkelser
| År   | Utmärkelse  | Vinnare                   | Konstruktör                 | Utgivare    |
| ---- | ----------- | ------------------------- | --------------------------- | ----------- |
| 2018 | Specialpris | Pandemic Legacy: Season 2 | Matt Leacock och Rob Daviau | Z-Man Games |